# Pristimantis sarisarinama
Pristimantis sarisarinama är en groddjursart som beskrevs av Barrio-Amorós och Brewer-Carias 2008. Pristimantis sarisarinama ingår i släktet Pristimantis och familjen Strabomantidae. Inga underarter finns listade i Catalogue of Life.